# Nimic fără oameni
Nimic fără oameni este un album lansat de Valeriu Sterian și Compania de Sunet în anul 1989. Este ultimul disc editat la Electrecord și cel mai de succes al lui Vali Sterian de dinainte de Revoluție. Pe parcursul anilor ’80, artistul s-a îndreptat treptat către rock, acesta fiind primul său material discografic în totalitate rock, linie pe care o va continua și în prima jumătate a anilor ’90. Echilibrat din punct de vedere muzical, albumul cuprinde piese ce au devenit foarte repede cunoscute în rândul intelectualilor și care acoperă o plajă destul de largă, de la baladă la hard rock, sintetizând bogata activitate concertistică a muzicianului, alături de formația sa, în a doua jumătate a anilor ’80. Melodia care dă titlul albumului este o lucrare simfonic-progresivă atipică în creația lui Sterian. Cântecele „Axioma copiilor”, „Fericire” și „Zori de zi” datează din perioada 1984–1986, însă au fost reînregistrate pentru acest album în noua formulă a Companiei de Sunet. Dintre celelalte creații prezente pe disc se remarcă „Te aștept”, balada „Zbor în amintiri” și, mai ales, „Sunt vinovat”, care a devenit unul din hiturile semnate de artist. Altă piesă, „Urare” (cântată în concertele vremii sub titlul inițial „Imn”), a ajuns până pe locul întâi în Topul Săptămâna din anul 1989. „Dovezi de neclintit”, ce încheie albumul, dezvoltă o temă muzicală similară cu „Urare”. Apariția în format disc de vinil a albumului a fost însoțită și de o versiune pe casetă audio ce include patru piese suplimentare.

## Piese
1. Nimic fără oameni
2. Sunt vinovat
3. Urare
4. Axioma copiilor
5. Te aștept
6. Fericire
7. Zori de zi
8. Zbor în amintiri
9. Dovezi de neclintit
10. Ultimatum (bonus casetă audio)
11. Contemplativul absolut (bonus casetă audio)
12. Unde ești copilărie (bonus casetă audio)
13. Pasul hotărâtor (bonus casetă audio)

Muzică: Valeriu Sterian

Versuri: George Țărnea (1, 4, 10, 11); Valeriu Sterian (2, 3, 5-9, 12, 13)

## Personal
- Valeriu Sterian – voce, chitară
- Cristian Luca – chitară, voce de fundal
- Radu Bacalu – claviaturi, voce de fundal
- Lucian Blaga – sintetizator
- Laurențiu Cristea – bas
- Marius Keseri – tobe, voce de fundal

Înregistrări muzicale realizate în studioul „Tomis”, București, februarie 1989.
Maestru de sunet: Theodor Negrescu. Redactor muzical: Romeo Vanica. Grafică: Marilena Preda Sânc (versiunea disc de vinil) și Dana Schobel Roman (versiunea casetă audio).